# 1916
Het jaar 1916 is een jaartal volgens de christelijke jaartelling.

## Gebeurtenissen
januari
- 1 - Rusland opent een aanval op Oostenrijk-Hongarije. Hoewel de gevechten de komende dagen aan beide zijden veel doden oplevert, zijn de gebiedswinsten van beide partijen verwaarloosbaar.
- 6-7 - Slag bij Mojkovac: De Montenegrijnen onder een Janko Vukotić weten een aanval van een bijna 5 keer zo groot Oostenrijks leger op Mojkovac af te slaan en terug te drijven, daarmee de Serviërs meer tijd gevend om zich richting Albanië terug te trekken.
- 6-8 - Slag bij Sheikh Saad: Britse troepen onder George Younghusband, bestemd om het beleg van Al Koet open te breken en de troepen onder Charles Townshend te ontzetten, verslaan de Ottomanen, die zich stroomopwaarts moeten terugtrekken, echter met groot verlies aan manschappen.
- 8 - De laatste geallieerde soldaten worden geëvacueerd van de kust van Gallipoli.
- 8 - Oostenrijk-Hongarije valt Montenegro binnen.
- 13 - Slag aan de Wadi - George Younghusband weet opnieuw door te stoten ondanks Ottomaanse tegenstand, maar lijdt opnieuw zware verliezen aan manschappen.
- 13 en 14 - Watersnood rond de Zuiderzee. Veel dijken breken door waardoor veel plaatsen en uitgestrekte landerijen in Noord-Holland, Utrecht en Gelderland onder water komen te staan. Deze ramp leidde tot de Zuiderzeewet van 1918, dijkverzwaring, en uiteindelijk tot de aanleg van de Afsluitdijk.
- 16 - De Russen gaan in de aanval in Transkaukasië.
- 17 - De Russen nemen Köprüköy in. De Turken trekken zich terug naar Erzurum.
- 18 - De Duitsers verlaten Zuid-Kameroen en trekken zich terug naar (het Spaanse) Equatoriaal-Guinea.
- 19 - De Britse onderzeeboot HMS H6 loopt vast in het Friesche zeegat bij Schiermonnikoog. Omdat het Verenigd Koninkrijk in oorlog is en Nederland neutraal wordt de H6 in beslag genomen.
- 19 - Koning Nicolaas I van Montenegro vlucht naar Frankrijk, dit betekent het einde van de Montenegrijnse campagne. Honderdduizenden burgers en soldaten vluchten naar Albanië. 155 000 overlevenden zullen met geallieerde schepen worden overgezet naar het eiland Korfoe. Eind van de maand zullen Servië, Montenegro en Albanië in handen zijn van de Centrale mogendheden.
- 21 - Slag bij Hanna: De Britse troepen in Mesopotamië onder Fenton Aylmer, uitgezonden om het beleg van Al Koet open te breken, worden verslagen door de Ottomanen, waarbij een kwart sneuvelt, en trekken zich terug naar Ali Gharbi.
- 23 - De Oostenrijkers bezetten Scutari.
- 26 - Montenegro capituleert tegen Oostenrijk-Hongarije. De Oostenrijkers zetten hun opmars voort en vallen Albanië binnen.
- 29 - De eerste Britse tank, de Mark I, begint zijn eerste tests.

februari
- 1 - Het Britse vrachtschip Franz Fischer is het eerste schip dat tot zinken wordt gebracht door een luchtbombardement.
- 1 - De Russische premier Ivan Goremykin treedt af en wordt vervangen door Boris Stürmer. (exacte datum onzeker)
- 5 - (Zwitserland) - In Zürich opent het Cabaret Voltaire, het ontmoetingspunt van de dadaïsten, zijn deuren.
- 10 - De evacuatie van de Servische troepen van Albanië naar Corfu en Italië wordt voltooid.
- 14 - Het Bulgaarse leger bezet Fier, en claimt het zuidelijke 1/3e deel van Albanië volledig in handen te hebben.
- 14 - Roemenië verklaart dat haar mobilisatie is voltooid.
- 16 - De Russen nemen Erzurum in.
- 20 - Het raakt bekend dat de Russische minister van binnenlandse zaken Aleksej Chvostov betrokken is in een complot om Raspoetin te vermoorden.
- 21 - (Frankrijk) - Met de aanval van het Duitse vijfde leger op de vesting Verdun begint een van de bloedigste slagen van de Eerste Wereldoorlog, de Slag om Verdun. Op deze ene dag vuren de Duitsers 1 miljoen schoten artillerie af.
  - februari-juli - In de Slag om Verdun sneuvelen in totaal 600.000 soldaten zonder noemenswaardige militaire voortgang.
- 24 - De Duitsers bereiken een doorbraak ten noorden van Verdun. Voor het eerst sinds de Eerste Slag bij de Marne boekt een van beide partijen significante gebiedswinst aan het westfront.
- 25 - De Duitsers nemen Fort Douaumont in en komen tot op 3 kilometer van Verdun.
- 26 - Philippe Pétain neemt het commando over in Verdun, vastbesloten de stad te verdedigen.
- 27 - De Oostenrijkers bezetten Durazzo, de hoofdstad van Albanië. Essad Pasha vlucht naar Italië.
- 28 - De Duitse troepen in Kameroen capituleren.
- 29 - Een zeeslag vindt plaats tussen de Duitse Greif, die onder Noorse vlag de Britse blokkade probeert te omzeilen, en de Britse Alcantara, waarbij beide schepen tot zinken worden gebracht.

maart
- 1 - Duitsland verklaart alle (ook civiele) schepen van vijandelijke mogendheden met enige bewapening, hoe weinig ook, tot rechtmatige doelen om zonder waarschuwing vooraf getorpedeerd te worden.
- 2 - Bij de slag bij Douaumont wordt Charles de Gaulle gewond en gevangengenomen.
- 3 - De Russen nemen Bitlis in.
- 3 - In protest tegen het Duitse besluit van 1 maart, neemt Portugal 38 Duitse en Oostenrijkse schepen in beslag die in Portugese havens liggen.
- 7 - De Bayerische Flugzeugwerke (BFW) opgericht, een onderneming waar de Otto-Werke in opgaat.
- 7- De Russen veroveren Rize.
- 8 - De Britten onder Fenton Aylmer slagen er niet in de troepen van Charles Townshend te ontzetten in het Beleg van Al Koet.
- 9 - Duitsland verklaart Portugal de oorlog.
- 9 - Aanval op Columbus in New Mexico door de Mexicaanse opstandeling Pancho Villa.
- 9 tot 17 - Vijfde gevecht aan het Isonzofront tussen Oostenrijk en Italië.
- 15 - De Duitse generaal Von Bissing vaardigt het besluit uit dat de Universiteit van Gent vernederlandst wordt.
- 15 - Invasie van Amerikaanse troepen in Mexico; de revolutionaire generaal Pancho Villa wordt verjaagd.
- 16 - Het Russische hospitaalschip Portugal wordt getorpedeerd voor de kust van Turkije, waarbij 85 mensen om het leven komen.
- 16 - Een Duitse onderzeeër torpedeert het Nederlandse passagiersschip Tubantia nabij Harwich.
- 18 - Het Nederlandse schip SS Palembang wordt door de Duitsers getorpedeerd. Nederland protesteert heftig bij de Duitse autoriteiten tegen het zinken van de Tubantia en de Palembang.
- 18 - De Russen vallen de Duitsers aan bij Dvinsk en op vele andere plaatsen langs het front, het Narotsjoffensief.
- 20 - Albert Einstein publiceert zijn algemene relativiteitstheorie.
- 20 - De Duitsers onder Paul von Kneussl breken het Franse front bij Avocourt, ten westen van Verdun.
- 21 - In Tullamore, Ierland komt het tot ongeregeldheden tussen aanhangers van Sinn Féin en loyalisten, waarbij politieagenten door eerstgenoemde beschoten worden.
- 21 - De Britten bezetten Arusha en de Kilimanjaro.
- 22 - Bij Ierland wordt de Duitse onderzeeboot U 68 vernietigd in de eerste succesvolle toepassing van een dieptebom.
- 24 - De Britse veerboot Sussex wordt onderweg van Folkestone en Dieppe door een Duitse onderzeeër, die het aanziet voor een troepenschip, de grond ingeboord. Een van de minstens 50 slachtoffers is de Spaanse componist Enrique Granados.
- 25 - (VS) - In een gevecht om het wereldkampioenschap in het zwaargewicht gaan de boksers Jess Willard en Frank Moran uiteen met een "onbeslist". Willard blijft daardoor wereldkampioen.
- 27 - De Duitsers ondernemen een bombardement op de geallieerde vloot in de haven van Saloniki. De vloot wordt niet getroffen, maar 20 burgers vinden de dood. Dit leidt tot sterke anti-Duitse sentimenten in Griekenland.
- 29 - De Russische minister van Oorlog Alexei Polivanov wordt afgezet en vervangen door Dmitry Shuvayev.
- 30 - In Den Haag arriveert een telegram van de Nederlandse gezant te Berlijn, waarin deze waarschuwt voor een op handen zijnde Britse invasie in Zeeuws-Vlaanderen. Alle militaire verloven worden ingetrokken.
- 31-5 april - De Duitsers voeren op grote schaal acties uit tegen de Engelse kust met zeppelins.

april

Loopgravenoorlog in het westen

- 1 - De Belgische verzetsstrijder Gabrielle Petit sterft voor een Duits vuurpeloton. Ze is veroordeeld voor verspreiding van de illegale krant La Libre Belgique en het smokkelen van Belgische rekruten naar de Belgische kant van het front.
- 5 - Yusuf al-Hani wordt opgehangen in Beiroet voor het maken van plannen om Libanon met Franse hulp af te scheiden van het Ottomaanse Rijk.
- 6 - In hun opmars richting Trabzon steken de Russische legers de Kara Dere over.
- 7 - Oostenrijk-Hongarije en Bulgarije bombarderen de Franse en Australische legerkampen bij Saloniki.
- 10 - De Duitse chirurg Ferdinand Sauerbruch construeert een handprothese die bediend kan worden door de spieren in de armstomp van de patiënt.
- 14 - Het Franse Syndicalistische dagblad La Bataille publiceert het Manifest van de Zestien, waarin vooraanstaande anarchisten als Peter Kropotkin en Jean Grave oproepen tot steun aan de geallieerden tegen het Duitse militarisme.
- 24 - Begin van de Paasopstand in Dublin. De Irish Volunteers komen in opstand tegen de Britse overheersers. De opstand wordt na zes dagen neergeslagen.
- 29 - De Britse troepen onder Charles Townshend, die al sinds december belegerd worden in de Mesopotamische stad Al Koet (zie Beleg van Al Koet), geven zich over aan de Turken.

mei
- 1 - Een dag na Duitsland voert Nederland de zomertijd in.
- 1 - Het Scheepvaarthuis in Amsterdam komt gereed. Het is het eerste gebouw in de stijl van de Amsterdamse School.
- 4 - Sussex-belofte: Duitsland belooft op Amerikaans verzoek om geen civiele schepen meer tot zinken te brengen zonder dat eerst bemanning en passagiers in veiligheid zijn.
- 8 - In het geheim sluiten Engeland en Frankrijk het Sykes-Picotverdrag over de toekomst van het Midden-Oosten. Een Arabisch Rijk zal na een nederlaag van het Osmaanse Rijk niet worden toegelaten. In plaats daarvan zullen de Fransen de landen aan de Middellandse Zee (Syrië en Libanon) bezetten en Engeland Irak aan de Perzische Golf en het aangrenzende Transjordanië. Palestina zal een speciaal statuut krijgen.
- 15 - In Waco (Texas) wordt Jesse Washington, een zwarte boerenknecht, op gruwelijke wijze gelyncht door een massa blanken. Hij zou de vrouw van zijn werkgever vermoord hebben, hoewel dat nooit bewezen is.
- 15 - (Duitsland) - In Rodleben worden de Duitse Hydreerfabrieken opgericht, die synthetische brandstoffen produceren.
- 15 - Begin van de Slag bij Asiago: De Oostenrijkers, tot nog toe steeds in de verdediging in het front tegen Italië, vallen aan zuidwaarts vanuit Tirol.
- 22 - De Fransen beginnen een zware tegenaanval in de Slag bij Verdun in een mislukte poging Fort Douaumont terug te veroveren.
- 27 - (VS) - In Cambridge, Massachusetts, loopt de Amerikaan Ted Meredith met een tijd van 47,4 seconden een nieuw wereldrecord op de 440 yard (400 meter).
- 28 - (Duitsland) - Duitsland lanceert de R-type Zeppelin.
- 30 - (Duitsland) - De kleurstoffenfabrieken van Hoechst beginnen met de massaproductie van aceetaldehyde voor de aanmaak van azijnzuur en azijnester.
- 30 - (VS) - Met de Italiaan Dario Resta wint voor de derde keer een niet-Amerikaanse coureur de 500-mijlsrace van Indianapolis.
- 31-1 juni - Slag bij Jutland of Slag voor het Skagerrak: Zeeslag tussen de Britse en Duitse vloot in de Noordzee. De Britse verliezen zijn groter dan de Duitse, maar de slag is onbeslist, en de Britse suprematie op zee is onaangetast.

juni
- 2 - Begin van de Slag bij Mont Sorrel, waarin de Duitsers trachten door te stoten naar Ieper.
- 4 - Generaal Aleksej Broesilov krijgt het bevel over de vier Russische legers aan het zuidwestelijke front en begint het Broesilovoffensief, een grote aanval aan het oostfront.
- 5 - Horatio Kitchener, de Britse Minister van Oorlog, komt om als het schip waarop hij zich bevindt, de HMS Hampshire, op een mijn loopt.
- 7 - Na een beleg van 3 maanden geeft Fort Vaux bij Verdun zich over aan de Duitsers.
- 8 - Begin van de Arabische opstand: Arabieren onder leiding van Hoessein bin Ali, sjarief van Mekka, komen met Britse steun in opstand tegen het Ottomaanse Rijk.
- 8 - In het Verenigd Koninkrijk wordt de dienstplicht ingevoerd.
- 10 - De Arabische opstandelingen veroveren de stad Mekka.
- 10 - De Oostenrijkse positie op grote delen van het oostfront zakt ineen tegen het Broesilovoffensief. Grote delen van het leger gaan over tot een chaotische terugtrekking of worden gevangengenomen. De Russen komen echter ook in problemen door de lengte van hun aanvoerlijnen.
- 12 - Duitse versterkingen arriveren op het oostfront, waardoor een succesvolle Russische aanval in het noorden voorkomen wordt.
- 16 - De Oostenrijkers beëindigen hun offensief in en tegen Italië.
- 16 - Arabische opstandelingen veroveren Jeddah.
- 17 - De Russen, nog steeds in het offensief, steken de Proet over.
- 21 - Slag bij Carrizal: Amerikaanse troepen van de Pancho Villa-expeditie die Mexico zijn binnengetrokken om de revolutionair Pancho Villa gevangen te nemen raken slaags met lokale Mexicaanse troepen. Spanningen tussen de Verenigde Staten en Mexico lopen op en een oorlog tussen beide landen lijkt mogelijk.
- 22 - De Duitsers hervatten hun aanval bij Verdun en veroveren Fleury.
- 24 - De Britse artilleriebeschietingen ter voorbereiding van de Slag aan de Somme nemen een aanvang.
- 29 - De Russen nemen Kolomyja in.

juli
- 1 - De gezamenlijke Britse en Franse legers beginnen langs de rivier de Somme een grootscheepse aanval op de Duitse stellingen, de Slag aan de Somme. Alleen al op deze dag verliezen vele tienduizenden soldaten het leven. Dit is de dag waar de meeste Britse slachtoffers vielen in de Britse militaire geschiedenis, circa 57.000 slachtoffers waarvan 19.240 gesneuvelden. De bereikte gebiedswinst is slechts gering.
- 2 - De Russische generaal Alexei Evert valt aan nabij Baranavitsjy, om zo te voorkomen dat de Duitsers meer troepen zuidwaarts kunnen sturen om te helpen het Broesilovoffensief te stoppen. De aanval is een mislukking.
- 4 - Het Broesilovoffensief, dat enkele dagen halt heeft gehouden, wordt opnieuw ingezet, met de bedoeling Lemberg in te nemen.
- 4 - Einde van de Slag bij Mekka. De Arabische opstandelingen veroveren Mekka op het Ottomaanse Rijk.
- 17 - Het Uruguayaans voetbalelftal wint in Argentinië de eerste Copa America.
- 19-20 - Vandaag vindt de Slag bij Fromelles (Noord Frankrijk) plaats, waarbij meer dan 5000 Australische soldaten sneuvelen.

augustus
- 4 - De Verenigde Staten kopen voor 25 miljoen dollar de Maagdeneilanden (in het oostelijke deel van de Caribische Zee) van Denemarken.
- 6 - Italië gaat opnieuw in de aanval aan het Isonzofront, voor de zesde maal. De aanval is beter voorbereid dan eerdere aanvallen, en de Italianen bereiken een doorbraak. Op 8 augustus wordt Gorizia ingenomen.
- 17 - De Bulgaren vallen de geallieerden aan bij Florina, Griekenland. De stad wordt ingenomen, maar de Bulgaren weten niet verder op te rukken.
- 17 - Verdrag van Boekarest - Roemenië zegt toe aan de Eerste Wereldoorlog te gaan deelnemen, aan de kant van de geallieerden, en krijgt onder meer Transsylvanië beloofd in geval van een overwinning.
- 24 - De Fransen nemen na 2 weken van gevechten Maurepas in in de Slag aan de Somme.
- 25 - Amerikaans president Woodrow Wilson ondertekent een wet die voorziet in de oprichting van de National Park Service om 's lands nationale parken te beheren.
- 26 - Erna Murray uit Leipzig vestigt in Berlijn een wereldrecord schoolslag over 100 meter: 1 minuut en 36,0 seconden.
- 27 - Roemenië verklaart de oorlog aan Oostenrijk-Hongarije.
- 28 - Duitsland verklaart Roemenië de oorlog. Italië verklaart Duitsland de oorlog.
- 29 - (Duitsland) - Paul von Hindenburg volgt Erich von Falkenhayn op als chef van de generale staf. Kwartiermeester-generaal en rechterhand van Von Hindenburg wordt Erich Ludendorff.
- 30 - Het Ottomaanse Rijk verklaart Roemenië de oorlog. Bulgarije doet de volgende dag hetzelfde.
- 31 - De Duitsers gaan in de tegenaanval in de Slag aan de Somme en maken de gebiedswinst goed die de Britten in de laatste paar weken hebben geboekt.

september
- 6 - In de Amerikaanse stad Memphis gaat de kruidenier Clarence Saunders zijn levensmiddelen wegens personeelstekort voorverpakt en geprijsd aanbieden. Hij introduceert zo het systeem van zelfbediening.
- 10 - In Turku loopt de Fin Einari Anttila een wereldrecord op de 2000 meter: 5'36,2".
- 13 - In Erwin (Tennessee) wordt de circusolifant Mary aan een kraan opgehangen omdat ze een nieuwe oppasser heeft vertrapt. De executie vindt plaats onder massale publieke belangstelling.
- 14 - De kunstenaarsvereniging Die Münchener Secession opent ter ere van de 4 maart bij Verdun gesneuvelde kunstenaar Franz Marc een expositie van zijn werken.
- 15 - Sven Hedin voltooit zijn ontdekkingsreis van zes maanden door Syrië, Mesopotamië en Arabië.
- 15 - Voor het eerst worden tanks ingezet op een slagveld. Tijdens de Slag aan de Somme zetten de Britten 49 Mark I-tanks in. Van de 36 die werkelijk de frontlijn bereiken zijn de meeste binnen korte tijd uitgeschakeld.
- 15 - Eerste verschijning van de Britse editie van Vogue.
- 16 - Drie vliegmachines van het Nederlandse leger landen op het vliegkamp Schiphol, dat daarmee in gebruik wordt genomen.
- 19 -  Onder leiding van de Belgische generaal Charles Tombeur verovert de Force Publique, Tabora in Tanzania, het toenmalige Duits-Oost-Afrika.
- september - Een half jaar na de watersnoodramp dient minister Lely een wetsontwerp in tot afsluiting van de Zuiderzee.

oktober
- 3 - Paul Wolff Metternich, Duitse ambassadeur bij het Ottomaanse Rijk, wordt teruggeroepen naar Duitsland op verzoek van Enver Pasja vanwege zijn felle bezwaar tegen de Armeense Genocide.
- 5 - Alle onroerend goed in bezit van Armeniërs in het Ottomaanse Rijk wordt geconfisqueerd.
- 7 - Oprichting van de Provinciale Utrechtse Elektriciteits Maatschappij.
- 6 - In het Britse leger wordt de verplichting tot het dragen van een snor afgeschaft.[1]
- 10-12 - Zevende gevecht aan het Isonzofront.
- 13 - De Duitsers hebben de Roemenen tot binnen de grenzen van Roemenië teruggedrongen.
- 21 - (Duitsland) - In Leipzig presenteert de scheikundige en Nobelprijswinnaar Wilhelm Ostwald zijn kleurenleer. Daarmee kan iedere kleur worden uitgedrukt door een getallencombinatie.
- 24 - In de Slag bij Verdun heroveren de Fransen het belangrijke Fort Douaumont.
- 24 - De Duitsers nemen Constanța in.
- 31 - De Italianen gaan in de aanval, begin van de negende slag aan het Isonzofront.
- oktober - Begint men met de bouw van het Belgenmonument (Amersfoort)

november
- 1 - De Duitsers verlaten Fort Vaux bij Verdun.
- 2 - Hoessein Ibn Ali wordt door zijn volgelingen uitgeroepen tot koning van Hidjaz, het westelijk deel van het Arabisch schiereiland.
- 5 - Wilhelm II en Franz Joseph I proclameren het zelfstandige Regentschapskoninkrijk Polen met Warschau als hoofdstad. Het Poolse leger gaat aan de kant van de Centrale mogendheden deelnemen aan de oorlog.
- 6 - In de Verenigde Staten wordt Woodrow Wilson herkozen als president, en vaardigt de staat Montana een vrouw af naar het Congres in Washington. Jeannette Rankin is de eerste vrouwelijke parlementariër ter wereld.
- 13 - In de Slag aan de Somme boeken de Britten een succesje met de inname van Beaumont-Hamel en Saint-Pierre-Divion
- 17 - De Duitsers breken door de Roemeense linies ten zuiden van de Karpaten en trekken het laagland van Wallachije binnen.
- 18 - Einde van de Slag aan de Somme.
- 21 - Het beroemde hospitaalschip, Britannic, en tevens zusterschip van de Titanic & Olympic, zinkt naar de bodem van de Egeïsche Zee.
- 21 - (Oostenrijk-Hongarije) - Keizer Franz Joseph I overlijdt. Hij wordt opgevolgd door zijn achterneef Karel I.
- 21 - (VS) - De Amerikaanse zwemmer Norman Ross behaalt op de 200 meter vrije slag een nieuw wereldrecord: 2 minuten en 21,6 seconden.
- 25 - De Slag om Boekarest (Roemenië). Begin december valt de stad in de handen van de Duits-Oostenrijkse troepen.
- 30 - In Boedapest wordt keizer Karel I van Oostenrijk en zijn gemalin Zita van Bourbon-Parma met de Stefanskroon tot koning en koningin van Hongarije gekroond.
- Britse, Franse en Italiaanse troepen landen in Piraeus en trekken op naar Athene, maar moeten zich terugtrekken na aanvallen door de troepen van koning Constantijn I, die zich verzet tegen de Griekse steun voor de Entente.
- november - Wegens de voedselschaarste wordt in Berlijn Einheitswurst geïntroduceerd.

december
- 3 - De Roemeense regering wordt verplaatst van het zwaar aangevallen Boekarest naar Iași.
- 4 - Herbert Asquith treedt af als premier van het Verenigd Koninkrijk.
- 6 - David Lloyd George wordt eerste minister van het Verenigd Koninkrijk. Hij leidt een nationaal coalitiekabinet.
- 6 - Val van Boekarest voor de Duitsers en Bulgaren onder August von Mackensen.
- 8 - De geallieerden beginnen een blokkade van Griekenland. De Britten bezetten het eiland Syra om controle over de telegraaflijn in het gebied te garanderen.
- 10 - (Zweden) - De Franse schrijver Romain Rolland krijgt alsnog de Nobelprijs voor literatuur van 1915.
- 10 - In Berlijn beslist de wereldkampioen schaken Emanuel Lasker een toernooi tegen zijn rivaal Siegbert Tarrasch in zijn voordeel.
- 12 - De Duitsers doen via Amerikaanse diplomaten een vredesvoorstel, dat echter door de geallieerden verworpen wordt.
- 13 - In de zware sneeuwval aan het Dolomietenfront tussen Oostenrijk en Italië vallen op deze "witte vrijdag" 10.000 doden.
- 13 - De Britten onder Frederick Stanley Maude hervatten de vijandelijkheden aan het Mesopotamische front.
- 18 - Einde van de Slag om Verdun na een Franse tegenaanval waarin Fort Douaumont, Fort Vaux en vrijwel al het verloren terrein teruggewonnen worden.
- 21 - Graaf Heinrich Clam-Martinic wordt de nieuwe premier van Oostenrijk.
- 22 - De Britten nemen El Arash in, het begin van hun offensief in Palestina.
- 27 - Togoland wordt opgesplitst in Brits-Togoland en Frans-Togoland.
- 30 - Grigori Raspoetin wordt vermoord in een aanslag gepleegd onder leiding van Felix Joesoepov.
- 31 - De geallieerden verwerpen het vredesvoorstel van Duitsland. Een belangrijke reden is dat zij een volledige terugtrekking van Duitsland uit België wensen.

zonder datum
- Voor het eerst in de Nederlandse voetbalgeschiedenis sleept een club van buiten de Randstad, namelijk het Tilburgse Willem II, de landstitel binnen.
- (VS) - Northram Warren produceert de eerste vloeibare nagellak: Cutex.
- (Italië) - De radiotechnicus Guglielmo Marconi ontwikkelt een zender voor kortegolf-straalverbindingen.
- (Italië) - De macro-econoom en socioloog Vilfredo Pareto publiceert zijn driedelige Trattato di sociologia generale.
- De eerste zwarte hoogleraar van de Universiteit van Fort Hare in de Unie van Zuid-Afrika is Davidson Don Tengo Jabavu. Hij gaat talen doceren.

## Beeldende kunst

Vers la voix inconnue (1916) Wassily Kandinsky
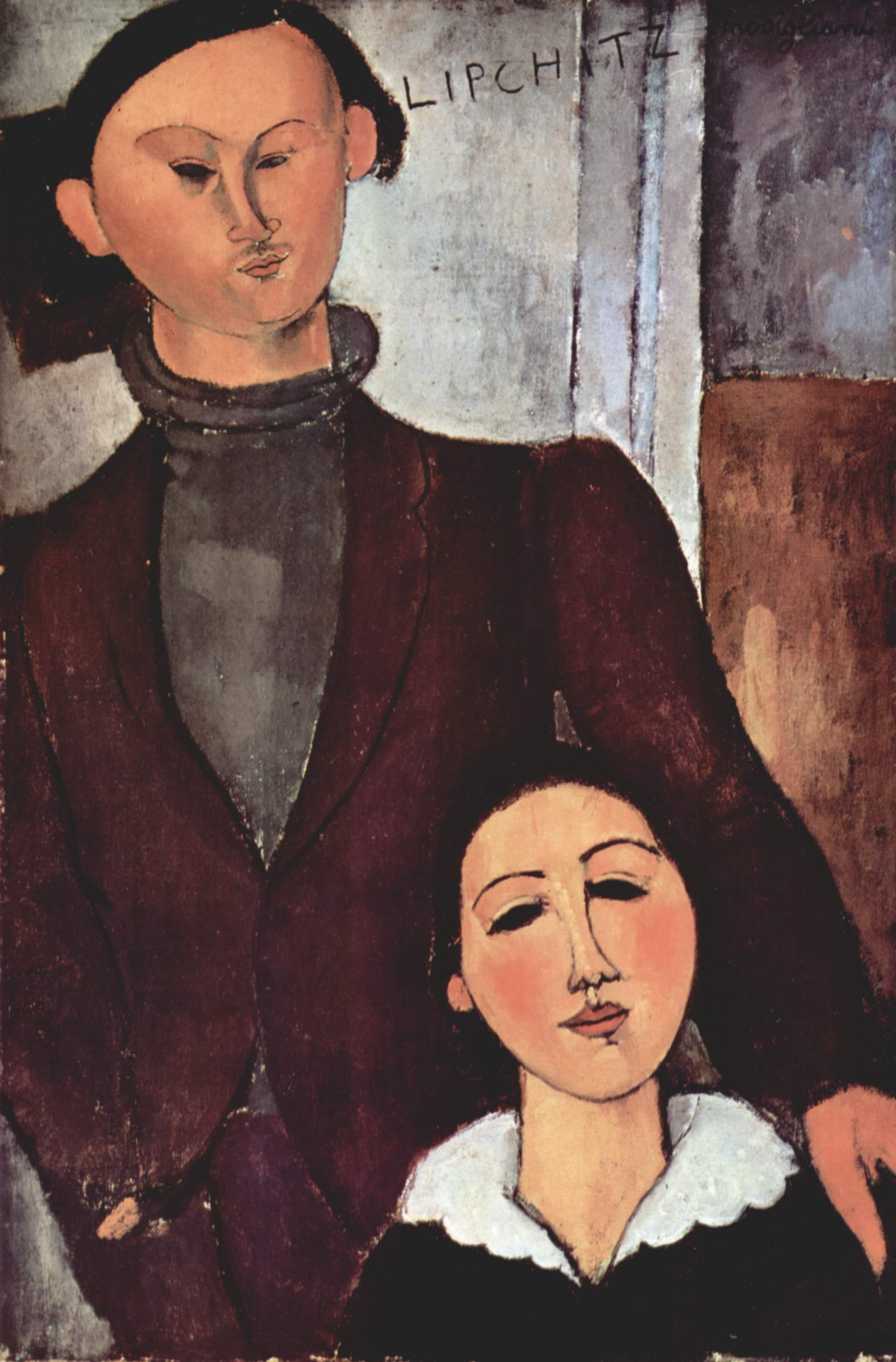
Jacques en Berthe Lipchitz (1916) Amedeo Modigliani

## Bouwkunst

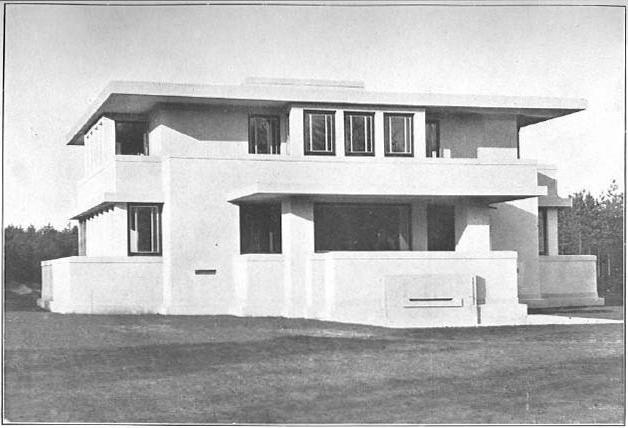
Villa Henny, Huis ter Heide (1916) Robert van 't Hoff

## Muziek

### Premières
- 4 januari: Alf Hurums Vioolsonate nr. 2
- 10 januari - De première van de opera Der Sterngucker van Franz Lehár wordt door de Oostenrijkers gevierd als een cultureel hoogtepunt.
- 13 maart: Frank Bridges Zomer
- 28 maart: Charles Hubert Parry's Jerusalem, dan nog onder de oorspronkelijke titel And did those feet in ancient time (gecomponeerd op 10 maart 1916)
- 29 maart: Alf Hurums Eksotisk suite
- 7 april: Natanael Bergs Symfonie nr. 2
- 6 juni: Hugo Alfvéns Sverges flagga
- 17 juni: Frank Bridges Twee oude Engelse liederen voor strijkkwartet
- 26 september: Frank Bridges Twee oude Engelse liederen voor strijkorkest
- 19 november: Johan Halvorsen: muziek bij Les caprices de Marianne
- 28 november: Kurt Atterbergs Symfonie nr. 3
- 5 december: Arnold Bax' Moy Mell

## Geboren

### januari

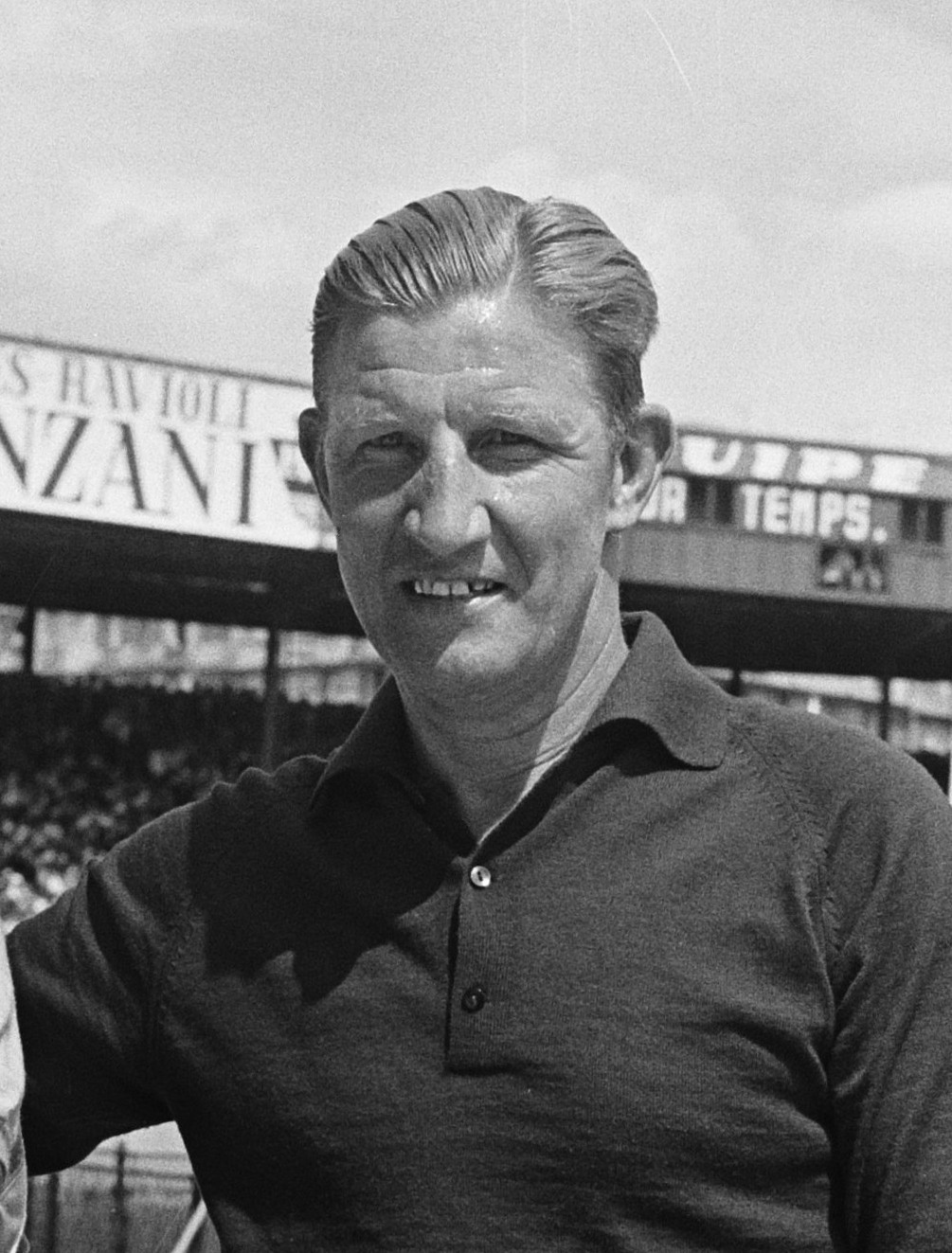
Gerrit Schulte
7 januari

- 1 - Giacomo Neri, Italiaans voetballer (overleden 2010)
- 3 - Kees van Moorsel, Nederlands kunstenaar (overleden 1981)
- 5 - Maup Caransa, Nederlands ondernemer en onroerend goedhandelaar (overleden 2009)
- 6 - Hans Haasmann, Nederlands schoonspringer (overleden 2008)
- 7 - Paul Keres, Estlands schaakgrootmeester (overleden 1975)
- 7 - Gerrit Schulte, Nederlands wielrenner (overleden 1992)
- 10 - Sune Karl Bergström, Zweeds biochemicus en Nobelprijswinnaar (overleden 2004)
- 13 - Liselotte Landbeck, Oostenrijks-Belgische kunst- en langebaanschaatsster (overleden 2013)
- 15 - Heleen Pimentel, Nederlands actrice (overleden 2008)
- 15 - Henri Frans de Ziel (Trefossa), Surinaams dichter (overleden 1975)
- 16 -Femy Efftink Verzetsstrijder en schakel in het ontstaan van de April-meistakingen (overleden 2013)
- 18 - Rudolf Vleeskruijer, Nederlands taalkundige (overleden 1966)
- 19 - Maria Gevaert, Belgisch politica en bestuurster (overleden 1983)
- 20 - Johan Adolf Pengel, Surinaams politicus (overleden 1970)
- 21 - Pietro Rava, Italiaans voetballer (overleden 2006)
- 21 - Félix Sienra, Uruguayaans zeiler (overleden 2023)
- 23 - Lex Horn, Nederlands kunstenaar (overleden 1968)
- 24 - Sam Maloof, Amerikaans meubelontwerper (overleden 2009)
- 28 - Howard Wing, Chinees wielrenner (overleden 2008)

### februari

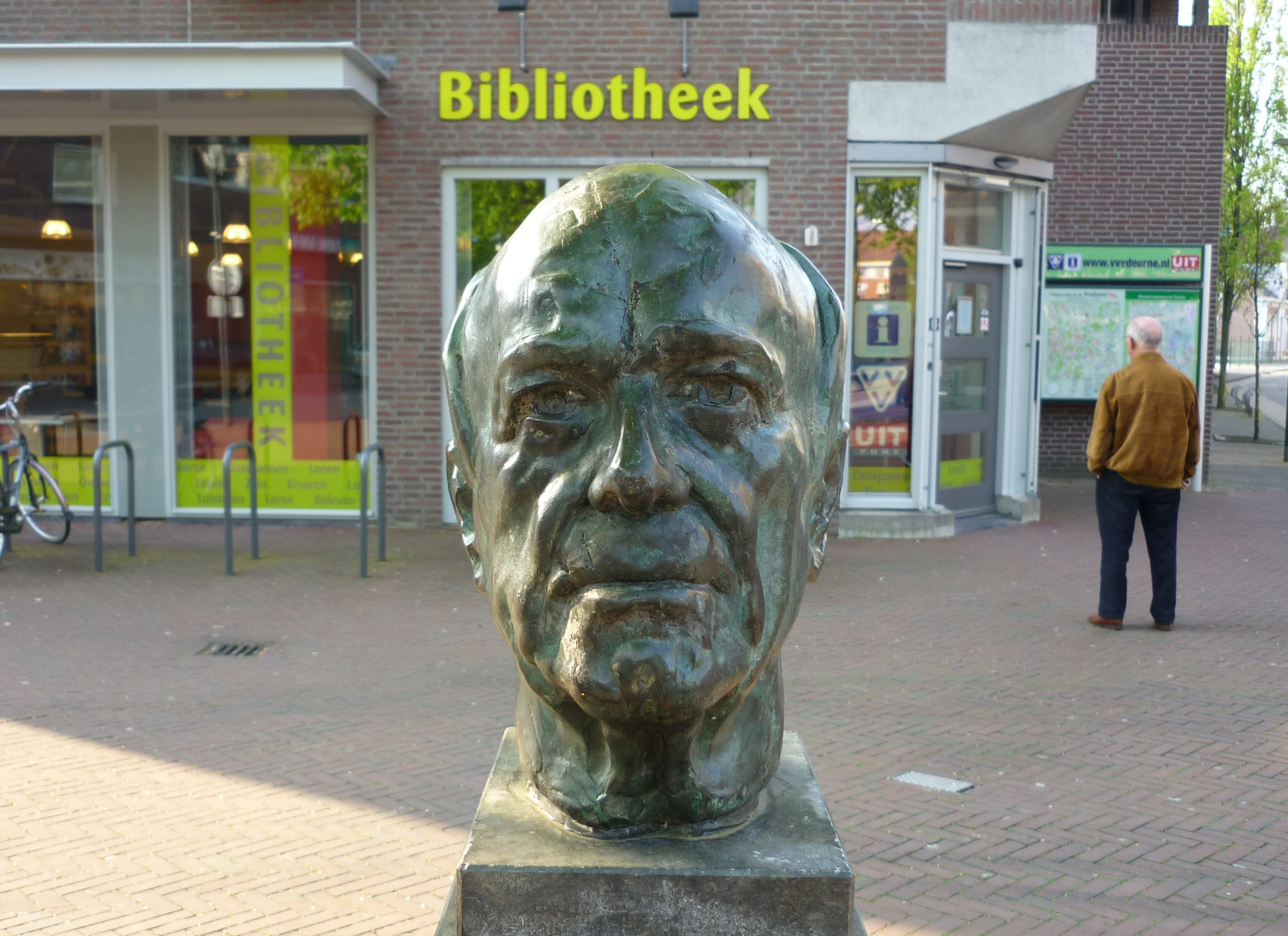
Toon Kortooms
23 februari

- 1 - Bruce Gordon, Amerikaans acteur (overleden 2011)
- 3 - Stoffel van Viegen, Nederlands organist (overleden 1988)
- 12 - Fritz Kahlenberg, Nederlands fotograaf en verzetsstrijder (overleden 1996)
- 12 - Damián Iguacén Borau, Spaans bisschop (overleden 2020)
- 14 - Edward Platt, Amerikaans acteur (overleden 1974)
- 15 - Erik Thommesen, Deens beeldhouwer (overleden 2008)
- 17 - Fransje Hessel, Nederlands zwemster
- 17 - Raf Vallone, Italiaans acteur (overleden 2002)
- 20 - Tim, Braziliaans voetballer en trainer (overleden 1984)
- 21 - Paul M. Stouffer, Amerikaans componist, muziekpedagoog en dirigent
- 24 - Jaime Sarlanga, Argentijns voetballer (overleden 1966)
- 23 - Toon Kortooms, Nederlands docent en auteur (overleden 1999)
- 25 - Denise Lambrecht, Belgisch verzetsvrouw (overleden 2005)
- 26 - Jackie Gleason, Amerikaans acteur en komiek (overleden 1987)
- 28 - Svend Asmussen, Deens jazzviolist (overleden 2017)
- 28 - Cesar Climaco, Filipijns politicus (overleden 1984)

### maart

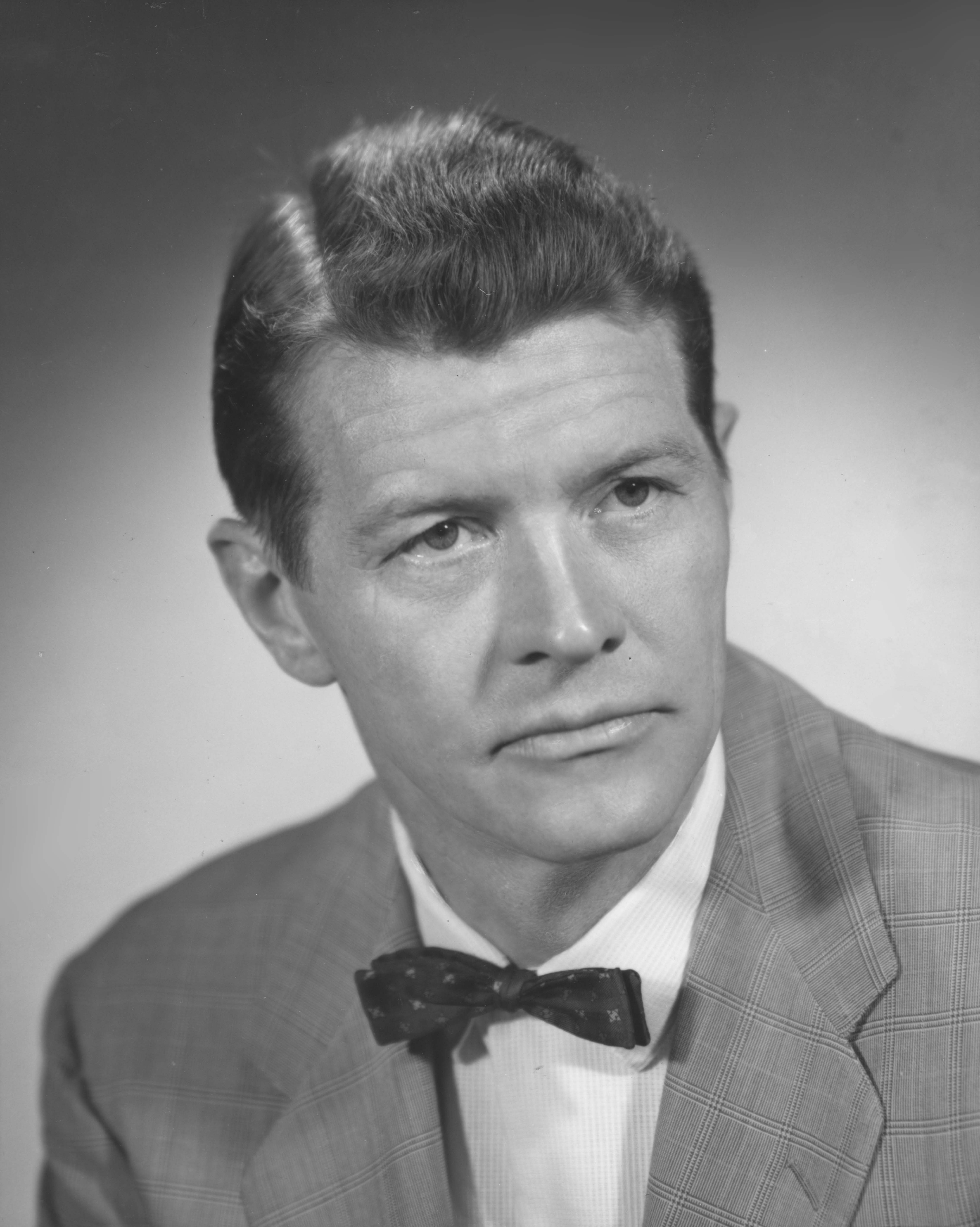
Christian Anfinsen
26 maart

- 1 - Bernardo Gandulla, Argentijns voetballer (overleden 1999)
- 3 - Paul Halmos, Hongaars-Amerikaans wiskundige en statisticus (overleden 2006)
- 4 - Hans Eysenck, Brits psycholoog (overleden 1997)
- 4 - Eugène Roosegaarde Bisschop, Nederlands pianist (overleden 1999)
- 8 - Jeanette Campbell, Argentijnse zwemster (overleden 2003)
- 8 - Manuel van Loggem, Nederlands psycholoog en schrijver (overleden 1998)
- 9 - Hyman Bookbinder, Amerikaans mensenrechtenlobbyist (overleden 2011)
- 13 - Lindy Boggs, Amerikaans politica en ambassadrice (overleden 2013)
- 13 - Jacque Fresco, Amerikaans industrieel ontwerper, auteur en uitvinder (overleden 2017)
- 14 - Horton Foote, Amerikaans toneel- en scenarioschrijver (overleden 2009)
- 15 - Geert Lubberhuizen, Nederlands uitgever (De Bezige Bij) (overleden 1984)
- 15 - James L. Tarver, Amerikaans componist, muziekpedagoog en trompettist (overleden 1976)
- 18 - Louis Toebosch, Nederlands componist, muziekpedagoog en organist (overleden 2009)
- 18 - Arie van Vliet, Nederlands wielrenner (overleden 2001)
- 20 - Pierre Messmer, Frans militair, koloniaal bestuurder en politicus (premier 1972-1974) (overleden 2007)
- 21 - Arturo Alcaraz, Filipijns wetenschapper (overleden 2001)
- 21 - Ken Wharton, Brits autocoureur (overleden 1957)
- 22 - Joop van Elsen, Nederlands militair, politicus en verzetsstrijder (overleden 2006)
- 23 - Harkishan Singh Surjeet, Indiaas politicus (overleden 2008)
- 26 - Christian Anfinsen, Amerikaans biochemicus en Nobelprijswinnaar (overleden 1995)
- 27 - Lulof Heetjans, Nederlands voetballer (overleden 1998)
- 29 - Grigori Fedotov, Sovjet-voetballer (overleden 1957)
- 29 - Eugene McCarthy, Amerikaans politicus (overleden 2005)

### april

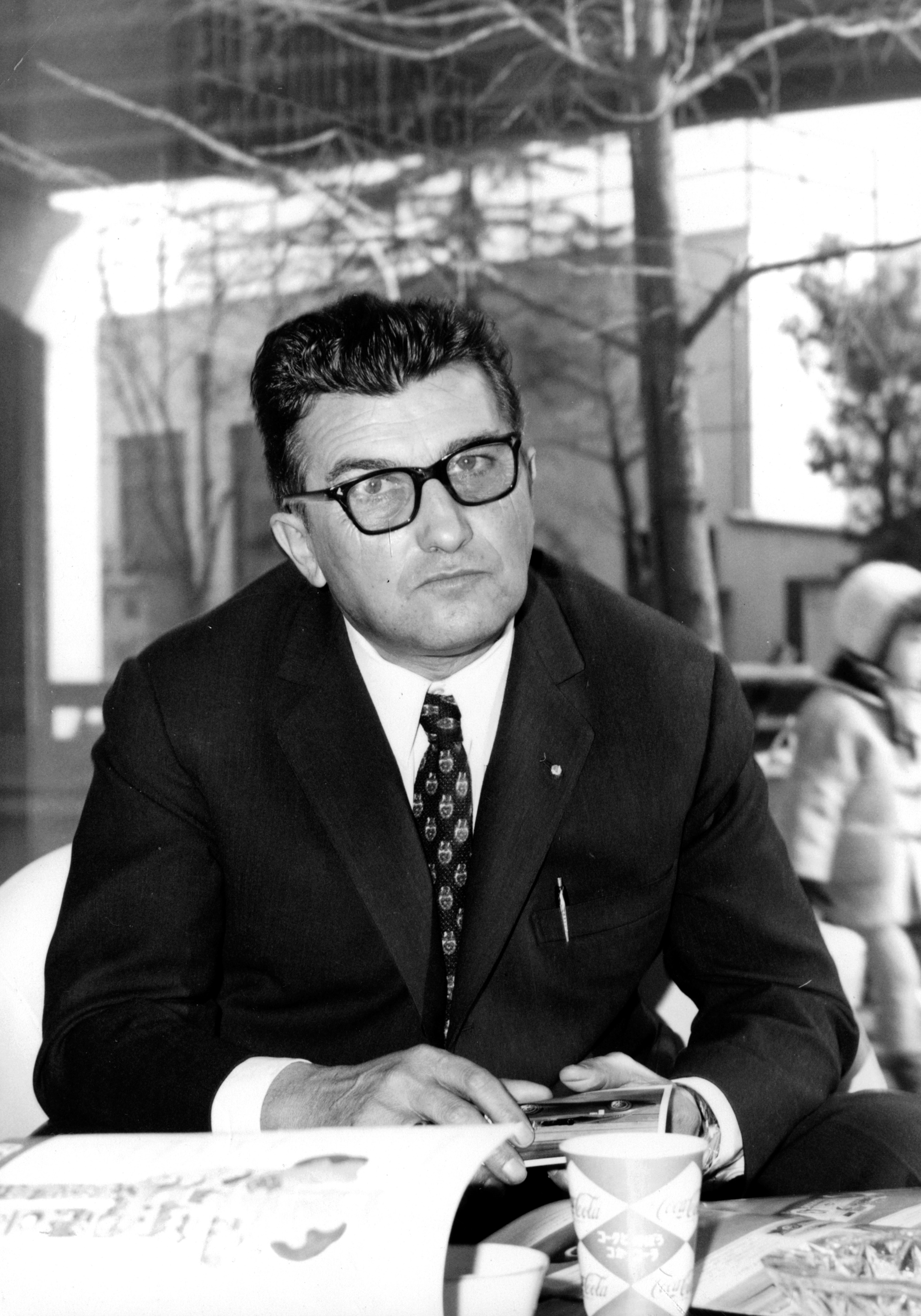
Ferruccio Lamborghini
28 april

- 1 - Peter Knegjens, Nederlands sportverslaggever, presentator en reclamemaker (overleden 1996)
- 1 - Max Nord, Nederlands dichter, journalist en letterkundige (overleden 2008)
- 2 - Menachem Porush, Israëlisch rabbijn, journalist en politicus (overleden 2010)
- 4 - Robert Charpentier, Frans wielrenner (overleden 1966)
- 5 - Gregory Peck, Amerikaans acteur (overleden 2003)
- 7 - Edith Templeton, Tsjechisch-Brits schrijfster (overleden 2006)
- 9 - Phil Medley, Amerikaans songwriter (overleden 1997)
- 12 - Beverly Cleary, Amerikaans kinderboekenschrijfster (overleden 2021)
- 12 - Just Rens, Surinaams politicus (overleden 1981)
- 15 - Arie Smit, Indonesisch kunstschilder (overleden 2016)
- 17 - Helenio Herrera, Argentijns voetbalcoach (overleden 1997)
- 18 - Sybren de Groot, Nederlands natuurkundige en hoogleraar (overleden 1994)
- 22 - Yehudi Menuhin, Amerikaans violist (overleden 1999)
- 28 - Ferruccio Lamborghini, Italiaans autofabrikant (overleden 1993)
- 30 - Claude Shannon, Amerikaans wiskundige en elektrotechnicus (overleden 2001)

### mei

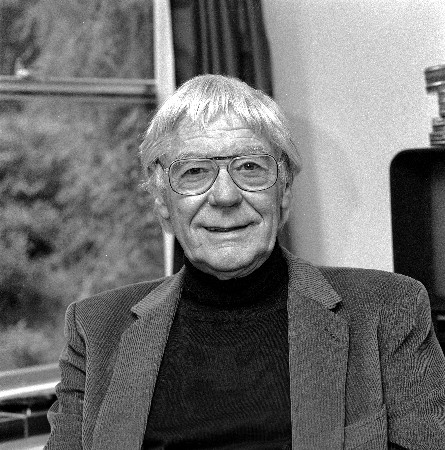
Bert Haanstra
31 mei

- 1 - Glenn Ford, Canadees-Amerikaans acteur (overleden 2006)
- 8 - João Havelange, Braziliaans sportbestuurder (overleden 2016)
- 11 - Camilo José Cela, Spaans schrijver (overleden 2002)
- 11 - Theo van Lier, Nederlands verzetsstrijder in de Tweede Wereldoorlog en politicus (overleden 1992)
- 12 - Hans Geul, Nederlands atleet en verzetsstrijder (overleden 1943)
- 16 - Ephraim Katzir, Israëlisch biofysicus, politicus en president (overleden 2009)
- 20 - Patricia Ellis, Amerikaans actrice (overleden 1970)
- 21 - Tinus Osendarp, Nederlands atleet en SS'er (overleden 2002)
- 21 - James Reuter, Amerikaans geestelijke (overleden 2012)
- 21 - Reinhard Schaletzki, Duits voetballer (overleden 1995)
- 26 - Henriette Roosenburg, Nederlands journaliste en koerierster in de Tweede Wereldoorlog (overleden 1972)
- 28 - Walker Percy, Amerikaans schrijver (overleden 1990)
- 30 - Gilles Quispel, Nederlands hoogleraar; kenner van de gnosis (overleden 2006)
- 31 - Bert Haanstra, Nederlands cineast (overleden 1997)

### juni
- 1 - Bert Poels, Nederlands verzetsstrijder (overleden 2007)
- 2 - Hank Beenders, Nederlands-Amerikaans basketballer (overleden 2003)
- 2 -  Jos Cleber, Nederlands dirigent, componist en programmamaker (overleden 1999)
- 2 - Leo de Hartogh, Nederlands acteur (overleden 2007)
- 4 - John Basilone, Amerikaans militair (overleden 1945)
- 4 - Robert F. Furchgott, Amerikaans scheikundige en Nobelprijswinnaar (overleden 2009)
- 8 - Luigi Comencini, Italiaans regisseur (overleden 2007)
- 8 - Francis Crick, Brits wetenschapper en Nobelprijswinnaar (overleden 2004)
- 8 - Fredrik Horn, Noors voetballer (overleden 1997)
- 8 - Walle Nauta, Nederlands-Amerikaanse neurofysioloog (overleden 1994)
- 9 - Robert McNamara, Amerikaans politicus (overleden 2009)
- 11 - Henk Bruna, Nederlands boekhandelaar (overleden 2008)
- 14 - Piet Metman, Nederlands zwemmer (overleden 1990)
- 15 - Susanne von Almassy, Oostenrijks actrice (overleden 2009)
- 15 - Herbert Simon, Amerikaans wiskundige (overleden 2001)
- 15 - Gene Force, Amerikaans autocoureur (overleden 1983)
- 15 - Francis Lopez, Frans componist (overleden 1995)
- 20 - Genia Walaschek, Zwitsers voetballer en voetbaltrainer (overleden 2007)
- 21 - Herbert Friedman, Amerikaans astrofysicus (overleden 2000)
- 23 - Leslie Thorne, Schots autocoureur (overleden 1993)
- 26 - Itzhak Danziger, Israëlisch beeldhouwer (overleden 1977)
- 29 - Runer Jonsson, Zweeds journalist en schrijver (overleden 2006)

### juli

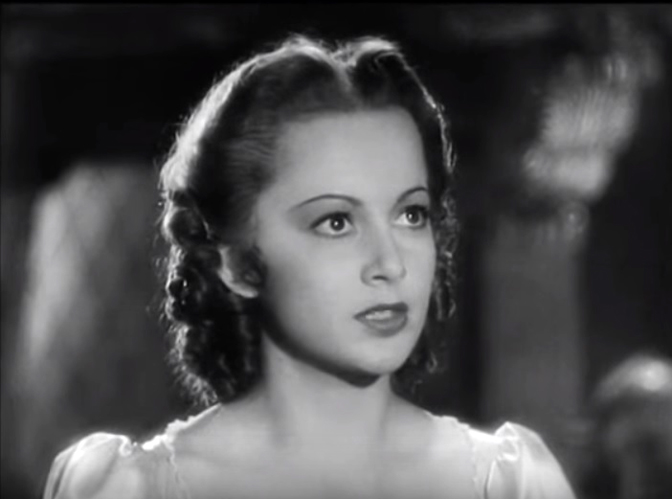
Olivia de Havilland
1 juli

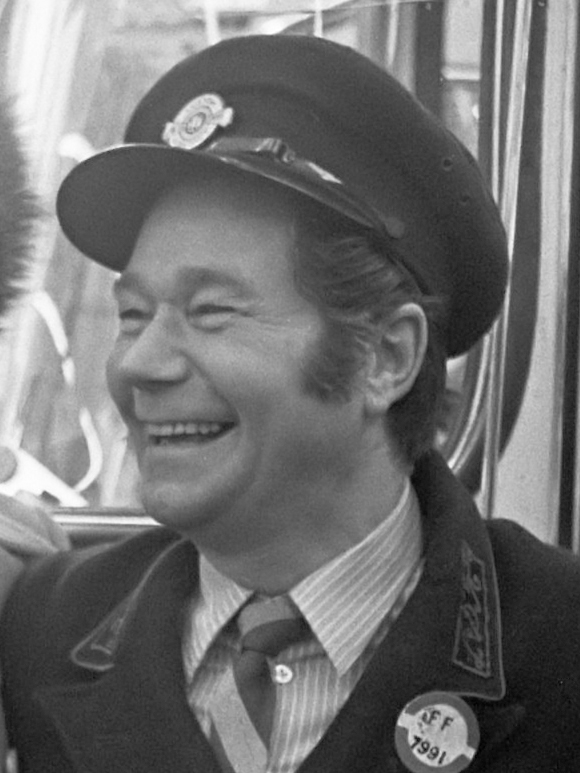
Reg Varney
11 juli

- 1 - Olivia de Havilland, Amerikaans actrice (overleden 2020)
- 4 - Jan Brouwer, Nederlands architect (overleden 1976)
- 4 - Iva Toguri D'Aquino, Japans-Amerikaans radiopresentatrice (Tokyo Rose, overleden 2006)
- 5 - Lívia Rév, Hongaars pianiste (overleden 2018)
- 7 - Jeff Rodyns, Belgisch violist en dirigent (overleden 1997)
- 8 - Jean Rouverol, Amerikaans actrice, auteur en scenarioschrijver (overleden 2017)
- 9 - Edward Heath, Brits politicus (overleden 2005)
- 11 - Hans Maier, Nederlands waterpoloër (overleden 2018)
- 11 - Aleksandr Prochorov, Russisch natuurkundige en Nobelprijswinnaar (overleden 2002)
- 11 - Reg Varney, Engels acteur (overleden 2008)
- 14 - Jan Mertens, Nederlands vakbondsbestuurder (overleden 2000)
- 14 - Natalia Ginzburg, Italiaans schrijfster (overleden 1991)
- 15 - George Maduro, Joods-Nederlands militair en verzetsstrijder (overleden 1945)
- 18 - Isaäc Arend Diepenhorst, Nederlands hoogleraar strafrecht en politicus (overleden 2004)
- 20 - Hans von Blixen-Finecke jr., Zweeds ruiter (overleden 2005)
- 25 - Ko van Dijk jr., Nederlands acteur en regisseur (overleden 1978)
- 26 - Sylvio Pirillo, Braziliaans voetballer (overleden 1991)
- 30 - Dieuwke Winsemius, Nederlands schrijfster (overleden 2013)

### augustus

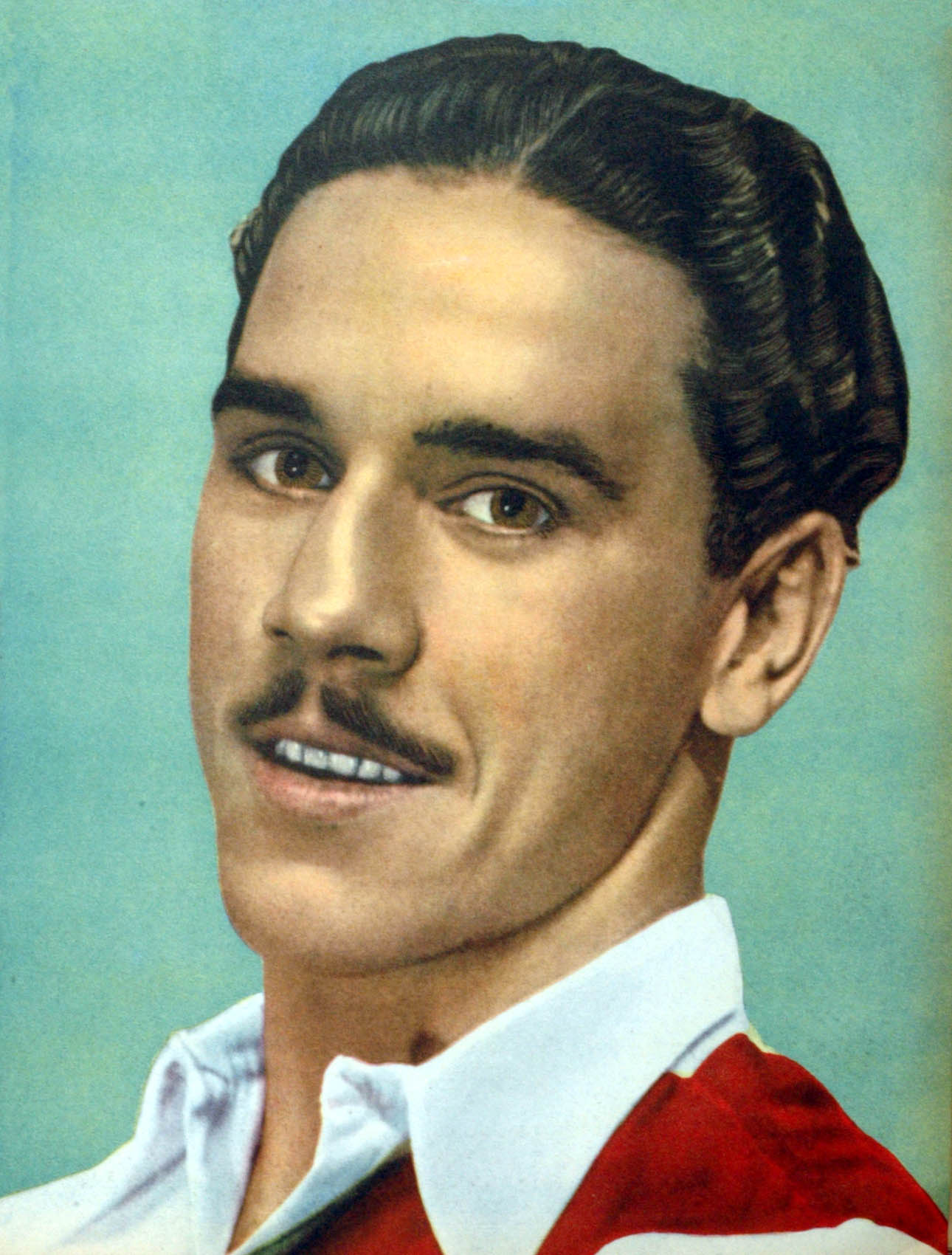
José Manuel Moreno
3 augustus

- 1 - Fiorenzo Angelini, Italiaans kardinaal (overleden 2014)
- 3 - Ben Moerkoert, Nederlands vliegenier (overleden 2007)
- 3 - José Manuel Moreno, Argentijns voetballer (overleden 1978)
- 5 - Kermit Love, Amerikaans kostuumontwerper en poppenspeler (schepper van Pino) (overleden 2008)
- 6 - Erik Nilsson, Zweeds voetballer (overleden 1995)
- 6 - Dom Mintoff, Maltees politicus (overleden 2012)
- 7 - Rudolf Thurkow, Surinaams politicus en bestuurder (overleden 1968)
- 8 - Frank Meltzer, Nederlands burgemeester (overleden 1995)
- 9 - Manea Mănescu, Roemeens premier (overleden 2009)
- 11 - William Coors, Amerikaans bierbrouwer (overleden 2018)
- 16 - Kenny Eaton, Amerikaans autocoureur (overleden 1980)
- 16 - Albert Roosens, Belgisch voetballer en voetbalvoorzitter (overleden 1993)
- 17 - Stig Lindberg, Zweeds kunstenaar en industrieel ontwerper (overleden 1982)
- 19 - Ramon Bagatsing, Filipijns politicus (overleden 2006)
- 19 - Dennis Poore, Brits autocoureur (overleden 1987)
- 23 - Myra Ward, Nederlands actrice (overleden 1990)
- 24 - Albert Sansen, Belgisch politicus en uitgever (overleden 2017)
- 25 - Van Johnson, Amerikaans acteur (overleden 2008)
- 25 - Frederick Chapman Robbins, Amerikaans viroloog, pediater en Nobelprijswinnaar (overleden 2003)
- 27 - Thomas Bijleveld, Nederlands burgemeester (overleden 1996)
- 27 - Halet Çambel, Turks archeologe (overleden 2014)
- 27 - Martha Raye, Amerikaans actrice (overleden 1994)
- 27 - Robert Van Eenaeme, Belgisch wielrenner (overleden 1953)
- 29 - Leo Horn, Nederlands voetbalscheidsrechter (overleden 1995)
- 31 - Everett Lee, Amerikaans dirigent (overleden 2022)

### september

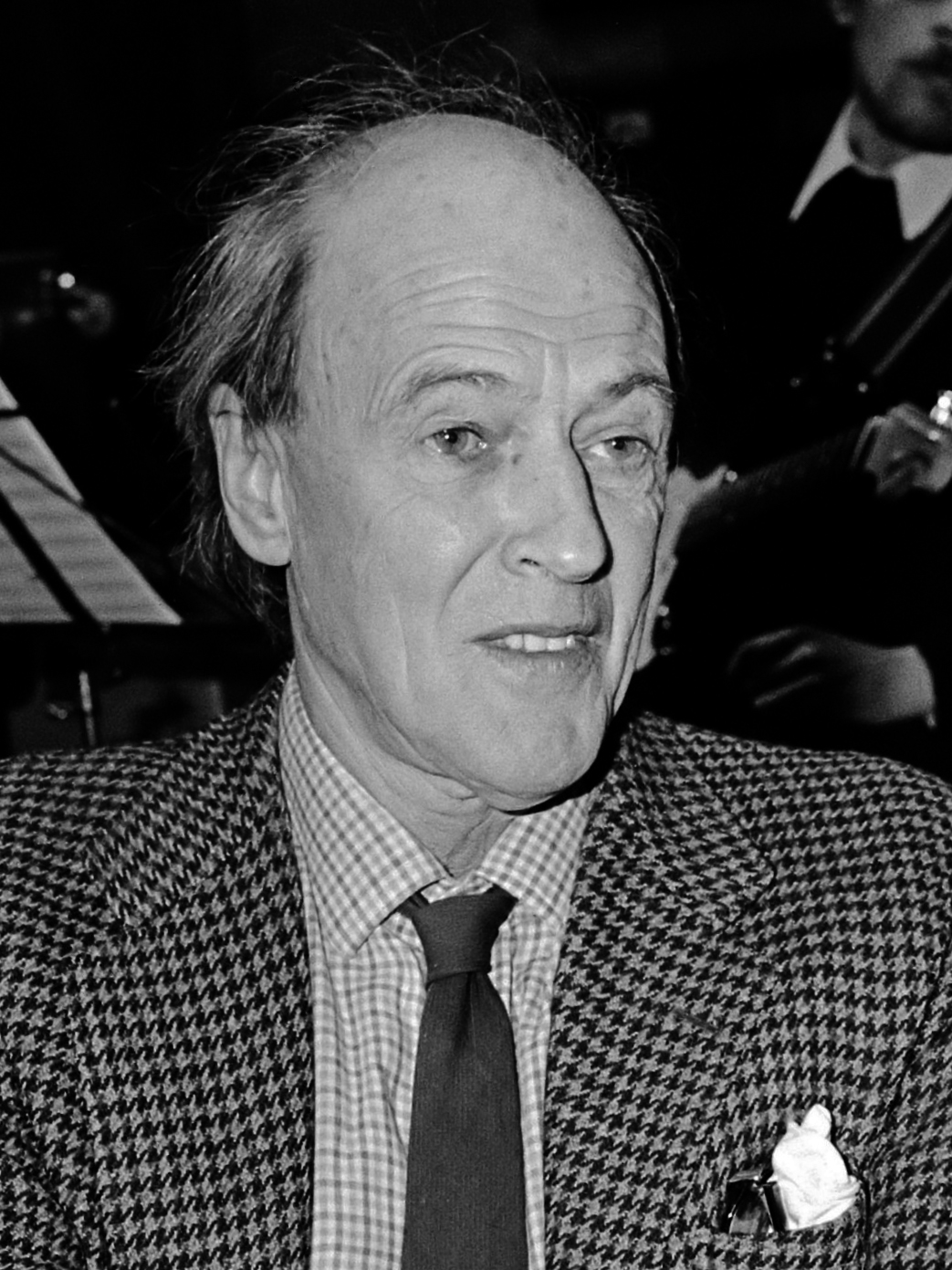
Roald Dahl
13 september

- 3 - Trigger Alpert, Amerikaans jazz-contrabassist (overleden 2013)
- 3 - Dolf Kloek, Nederlands schrijver van streekromans (overleden 2012)
- 12 - Tony Bettenhausen, Amerikaans autocoureur (overleden 1961)
- 12 - Edward Binns, Amerikaans acteur (overleden 1990)
- 12 - Henri van Praag, Nederlands parapsycholoog (overleden 1988)
- 12 - Ebe Yoder, Amerikaans autocoureur (overleden 1995)
- 13 - Roald Dahl, Brits schrijver (overleden 1990)
- 15 - Margaret Lockwood, Engels actrice (overleden 1990)
- 17 - Mary Stewart, Engels schrijfster (overleden 2014)
- 18 - Tin Dekkers, Nederlands bokser (overleden 2005)
- 20 - Rudolf-August Oetker, Duits ondernemer (overleden 2007)
- 21 - Jagernath Lachmon, Surinaams politicus (overleden 2001)
- 22 - Chris van Osta, Nederlands atleet (overleden 1992)
- 23 - Aldo Moro, Italiaans politicus (overleden 1978)
- 24 - Chidananda Saraswati, Indiaas yogi (overleden 2008)
- 28 - Kees van Aelst, Nederlands waterpoloër (overleden 2000)

### oktober

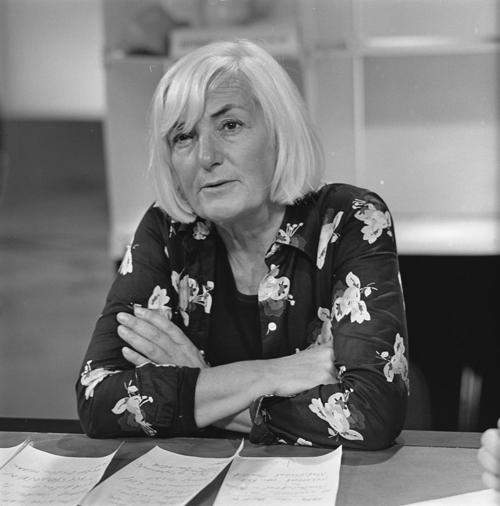
Jeanne Roos
12 oktober

- 3 - Arnold Deraeymaeker, Belgisch voetballer en voetbaltrainer (overleden 1987)
- 3 - James Herriot, Engels schrijver en dierenarts (overleden 1995)
- 4 - Anton Rupert, Zuid-Afrikaans ondernemer en filantroop (overleden 2006)
- 6 - Pablo Palazuelo, Spaans kunstschilder (overleden 2007)
- 7 - Buzz Barton, Amerikaans autocoureur (overleden 2002)
- 12 - Jeanne Roos, Nederlands journaliste en tv-omroepster (overleden 2001)
- 13 - David Hollestelle, Nederlands bariton (overleden 2001)
- 15 - Al Killian, Amerikaans jazztrompettist (overleden 1950)
- 15 - Yasuji Miyazaki, Japans zwemmer (overleden 1989)
- 15 - Piet Roubos, Nederlands verzetsstrijder (overleden 2008)
- 19 - Jean Dausset, Frans immunoloog en Nobelprijswinnaar (overleden 2009)
- 21 - James Brockway, Engels dichter, criticus en vertaler (overleden 2000)
- 24 - Janny Brandes-Brilleslijper, Nederlands Joods verzetsstrijder en overlever van de Holocaust (overleden 2003)
- 26 - François Mitterrand, president van Frankrijk (overleden 1996)
- 30 - Anton Cerer, Sloveens-Joegoslavisch zwemmer (overleden 2006)
- 30 - John Opdam, Nederlands arts en crimineel (overleden 1983)

### november
- 2 - Adriaan van Wijngaarden, Nederlands wiskundige en informaticus (overleden 1987)
- 4 - Lo Hartog van Banda, Nederlands schrijver, striptekenaar en bedenker van Ti-ta-tovenaar (overleden 2006)
- 4 - Walter Cronkite, Amerikaans televisiepresentator (overleden 2009)
- 5 - Edmund Hlawka, Oostenrijks wiskundige (overleden 2009)
- 8 - Peter Weiss, Duits-Zweedse schrijver, beeldend kunstenaar en graficus (overleden 1982)
- 12 - Victor Westhoff, Nederlands bioloog en natuurbeschermer (overleden 2001)
- 16 - Mies Hagens,  Nederlands actrice (overleden 2019)
- 20 - Evelyn Keyes, Amerikaans filmactrice (overleden 2008)
- 23 - Albert Bourlon, Frans wielrenner (overleden 2013)
- 25 - William J. Pomeroy, Amerikaans schrijver en politiek activist (overleden 2009)
- 28 - Lilian Baels, Belgisch prinses (overleden 2002)
- 30 - Andrée De Jongh, Belgische verzetsstrijdster (overleden 2007)
- 30 - Richard Gedopt, Belgisch voetballer (overleden 2012)

### december

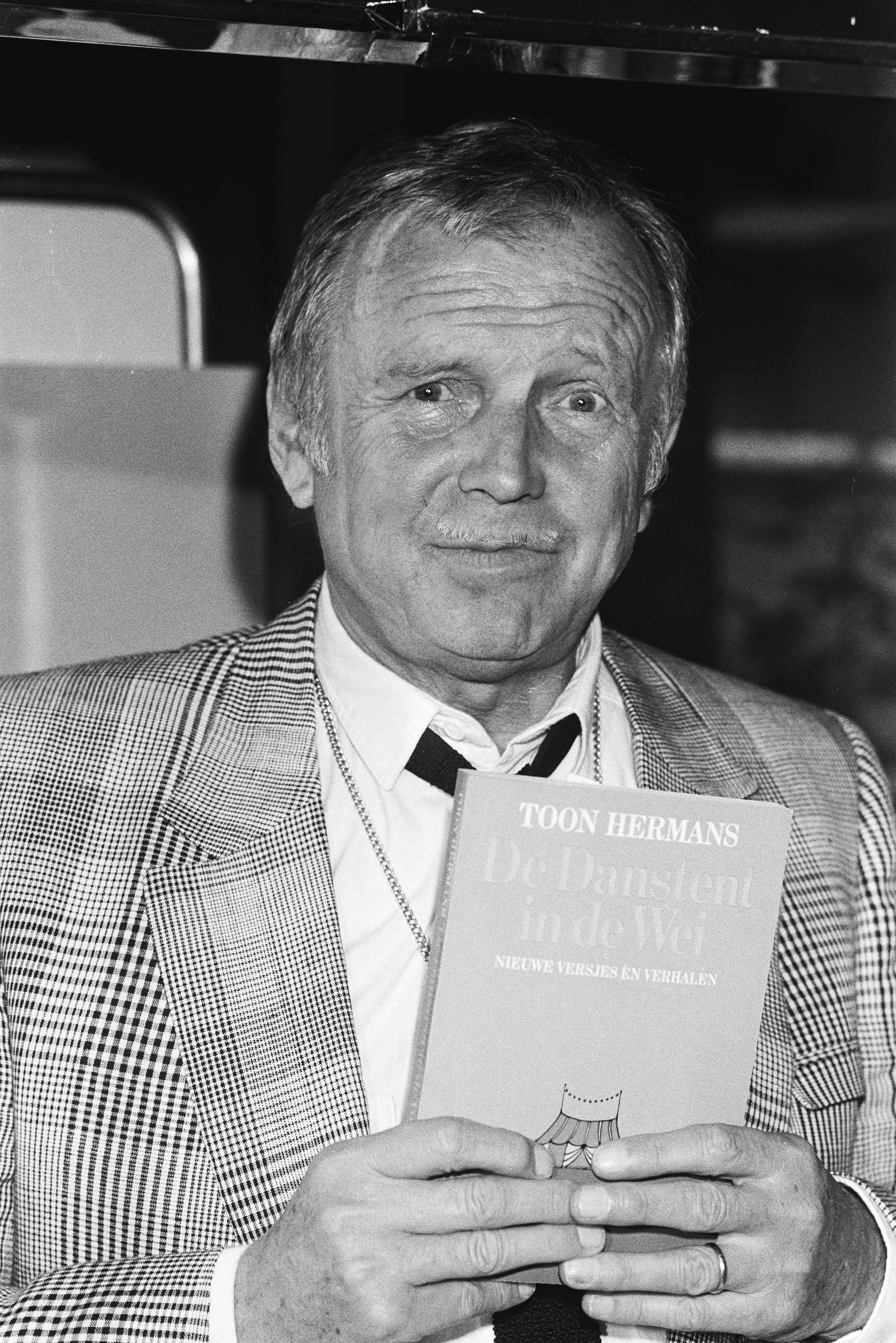
Toon Hermans
17 december

- 3 - Joop Portengen, Nederlands liedschrijver (overleden 1981)
- 5 - Veronika Doedarova, Russisch dirigente (overleden 2009)
- 5 - Ans van der Werf-Terpstra, Nederlands politica (overleden 2011)
- 8 - Richard Fleischer, Amerikaans regisseur (overleden 2006)
- 9 - Kirk Douglas, Amerikaans acteur, regisseur en producent (overleden 2020)
- 10 - Alfredo Ripstein, Mexicaans regisseur (overleden 2007)
- 11 - Jakob Streitle, Duits voetballer (overleden 1982)
- 12 - Andy Furci, Amerikaans autocoureur (overleden 1998)
- 12 - Anne Vermeer, Nederlands politicus (overleden 2018)
- 13 - Pierre van Ierssel, Nederlands schilder, tekenaar en illustrator (overleden 1951)
- 15 - Maurice Wilkins, Brits wetenschapper, een van de ontdekkers van de DNA-structuur (overleden 2004)
- 16 - Adriaan van der Veen, Nederlands schrijver (overleden 2003)
- 17 - Toon Hermans, Nederlands cabaretier, zanger en dichter (overleden 2000)
- 18 - Betty Grable, Amerikaans actrice (overleden 1973)
- 21 - Maurice Chappaz, Zwitsers schrijver (overleden 2009)
- 23 - Dino Risi, Italiaans filmregisseur (overleden 2008)
- 29 - Tony Bonadies, Amerikaans autocoureur (overleden 1964)

### datum onbekend
- Joan Baptista Cendrós i Carbonell, Spaans industrieel, uitgever (overleden 1986)
- Theo Kroeze, Nederlands tekenaar, schilder, aquarellist en (alt-)violist (overleden 1988)
- Kostas Papahristos, Grieks acteur (overleden 1996)
- Bram Roth, Nederlands beeldhouwer (overleden 1995)

## Overleden
januari

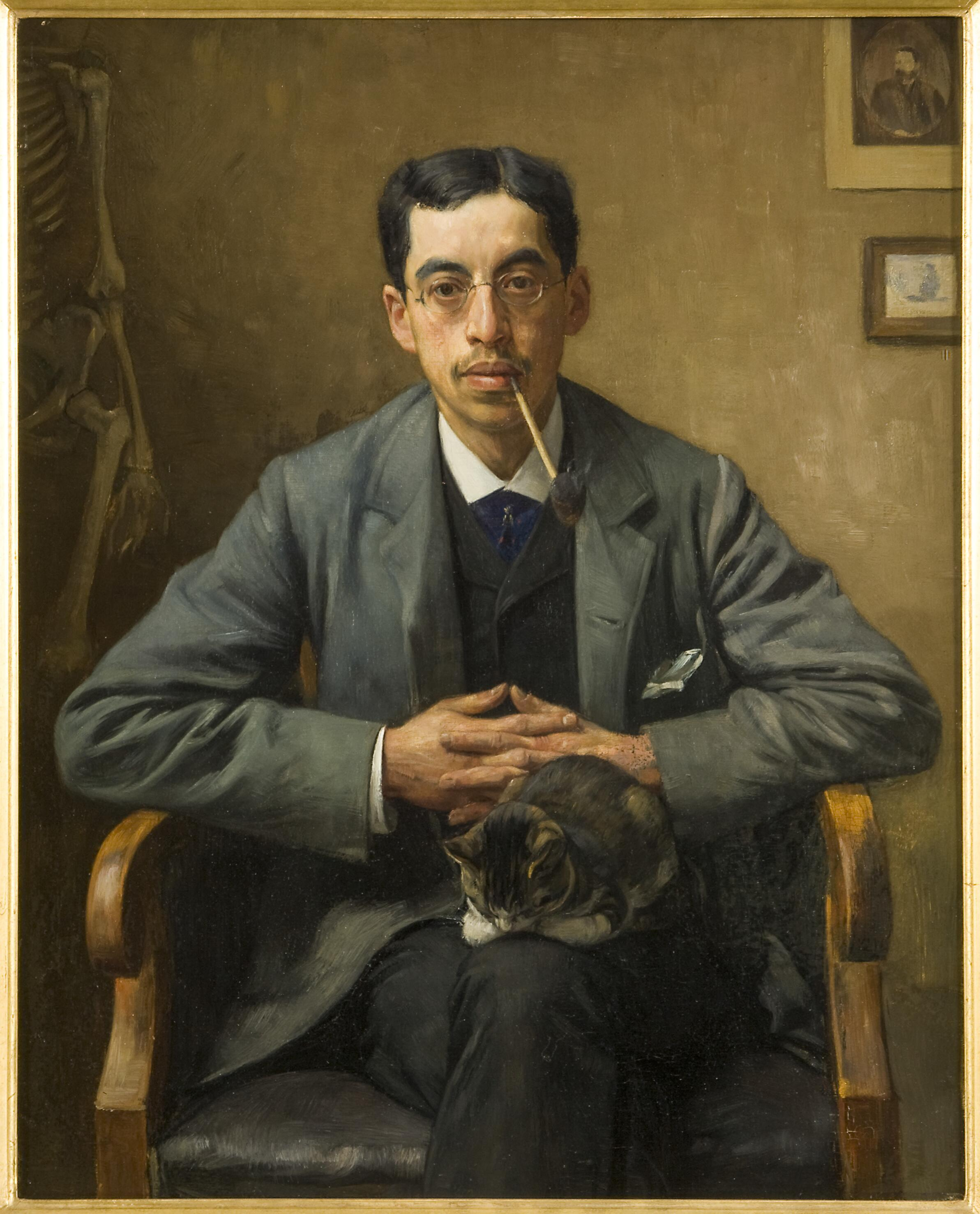
Arnold Aletrino
overleden 17 januari

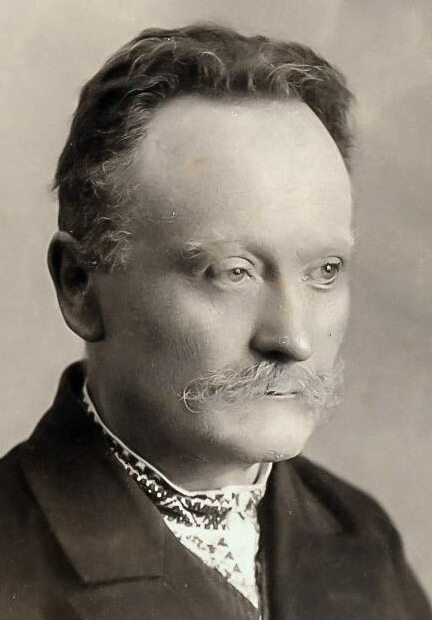
Ivan Franko
overleden 28 mei

- 15 - Modest Tsjaikovski (65), Russisch dramaturg
- 17 - Arnold Aletrino (57), Nederlands schrijver en arts

februari
- 6 - Rubén Darío (49), Nicaraguaans schrijver en dichter
- 9 - Isala Van Diest (73), Belgisch arts en feministe
- 16 - Jan Ligthart (57), Nederlands onderwijzer, pedagoog en publicist
- 23 - Hugo von Pohl (60), Duits militair
- 28 - Henry James (72), Amerikaans romanschrijver

maart
- 3 - George Huntington (65), Amerikaans huisarts
- 4 - Amelia Bauerle (42), Brits kunstschilder, illustrator en etser
- 4 - Franz Marc (36), Duits expressionistisch kunstschilder
- 19 - Vasili Soerikov (68), Russisch kunstschilder

april
- 10 - Alphonse Asselbergs (76), Belgisch kunstschilder

mei
- 14 - William Stanley Jr. (57), Amerikaans uitvinder en elektrotechnicus
- 25 - Jane Dieulafoy (64), Frans archeoloog, ontdekkingsreiziger en schrijver
- 28 - Ivan Franko (59), Oekraïens schrijver en filosoof

juni
- 5 - Horatio Kitchener (65), Brits veldmaarschalk
- 12 - Silvanus Thompson (64), Brits natuurkundige, elektrotechnicus en auteur
- 18 - Max Immelmann (25), Duits gevechtspiloot
- 18 - Helmuth von Moltke (68), Duits generaal
- 29 - Jacobus Cornelius Meeuwissen (68), apostolisch vicaris van Suriname
- 30 - Gaston Maspero (70), Italiaans egyptoloog

juli
- 1 - Robert Somers-Smith (28), Brits roeier
- 11 - Rik Wouters (33), Belgisch schilder en beeldhouwer
- 12 - Syb Talma (52), Nederlands dominee en politicus
- 23 - William Ramsay (63), Brits scheikundige en Nobelprijswinnaar
- 23 - Adolf Weil (68), Duits arts, beschreef de ziekte van Weil
- 31 - Philip Loots (50), Nederlands componist

augustus
- 11 - Piebe Belgraver (62), Nederlands aannemer en architect
- 11 - Gustaaf Mus (25), Belgisch spion
- 16 - Umberto Boccioni (33), Italiaans schilder en beeldhouwer (Futurisme)
- 28 - Vitus Bruinsma (65), Fries natuurwetenschapper en politicus

september
- 11 - Uranie Alphonsine Colin-Libour (84), Frans kunstschilder
- 13 - Karl Hanssen (26), Duits voetballer
- 14 - Pierre Duhem (55), Frans wetenschapshistoricus

oktober
- 11 - Otto I van Beieren (68), koning van Beieren
- 21 - Karl von Stürgkh (56), minister-president van Oostenrijk
- 26 - Klaas Kater (83), Nederlands vakbondsleider
- 28 - Oswald Boelcke (25), Duits gevechtspiloot

november
- 8 - Ernst Möller (25), Duits voetballer
- 14 - Saki (45), Brits schrijver
- 15 - Henryk Sienkiewicz (70), Pools auteur van Quo vadis?
- 21 - Franz Joseph I (86), keizer van Oostenrijk, koning van Hongarije
- 22 - Jack London (40), Amerikaans schrijver
- 24 - Hiram Stevens Maxim (76), Amerikaans-Engels uitvinder van het Maxim-machinegeweer
- 27 - Emile Verhaeren (61), Belgisch schrijver

december
- 1 - Charles de Foucauld (58), Frans soldaat, ontdekkingsreiziger, trappist, taalkundige en kluizenaar
- 1 - Gijsberta Verbeet (78), Nederlands kunstschilder
- 6 - Signe Hornborg (54), Finse architecte
- 10 - Clement Reid (63), Brits geoloog en paleontoloog
- 15 - Marie Adrien Perk (82), Nederlands predikant en schrijver
- 20 - Henry Wallis (86), Engels kunstschilder
- 28 - Eduard Strauss (81), Oostenrijks componist en dirigent
- 29 - Alexander von Benckendorff (67), Russisch graaf en diplomaat
- 30 (17 december Juliaans) - Grigori Raspoetin (47), Russisch monnik en politiek adviseur

## Weerextremen in België
- winter: Winter met hoogst aantal neerslagdagen: 74 (normaal 55,2).
- 22 mei:Hagelbuien veroorzaken belangrijke schade in de streek rond Brussel.
- 20 juni: Koudste juni-decade van de eeuw: gemiddelde temperatuur: 10,2 °C in Ukkel.
- juni: Juni met hoogst aantal neerslagdagen: 26 (normaal 15).
- 13 augustus: Tussen 19 juli en 13 augustus slechts 1 mm neerslag in Ukkel, gespreid over verschillende dagen.
- 29 augustus: 63 mm neerslag in Brugge.
- 31 december: Natste december-decade van de eeuw: totale neerslaghoeveelheid van 93,7 mm in Ukkel.

Bron: KMI Gegevens Ukkel 1901-2003  met aanvullingen 